# The Flaming Forties
The Flaming Forties (Brasil: Os Bravos Só Têm uma Palavra ) é um filme dos Estados Unidos de 1924, do gênero faroeste, dirigido por Tom Forman.

## Elenco
- Harry Carey ... Bill Jones
- William Norton Bailey
- Jacqueline Gadsden ... Sally
- James Mason ... Jay Bird Charley
- Frank Norcross ... Coronel Starbottle
- Wilbur Higby[2] ... O xerife